# Drobnoporek watowaty
Drobnoporek watowaty (Postia sericeomollis (Romell) Jülich) – gatunek grzybów z rodziny Dacryobolaceae.

## Systematyka i nazewnictwo
Pozycja w klasyfikacji: Postia, Dacryobolaceae, Polyporales, Incertae sedis, Agaricomycetes, Agaricomycotina, Basidiomycota, Fungi.
Po raz pierwszy opisał go w 1911 r. przez Lars Romell nadając mu nazwę Polyporus sericeomollis. Obecną nazwę nadał mu Walter Jülich w 1982 r.
Ma 16 synonimów. Niektóre z nich:
- Amylocystis sericeomollis (Romell) Teixeira 1992
- Chaetoporellus asiaticus (Pilát ex Overholts) M.P. Christ. 1960
- Oligoporus sericeomollis (Romell) Bondartseva 1983
- Strangulidium sericeomolle (Romell) Pouzar 1967
- Tyromyces sericeomollis (Romell) Bondartsev 1941[2].

Stanisław Domański w 1965 r. nadał mu polską nazwę białak watowaty, Władysław Wojewoda w 2003 r. zminił ją na drobnoporek watowaty.

## Morfologia
Owocnik
Jednoroczny, rozpostarty, o średnicy do 15 cm, łatwy do oddzielenia od podłoża, w stanie suchym korkowaty. Brzeg płodny lub sterylny tylko na odcinku o szerokości mniejszej niż 1 mm. Powierzchnia biaława, owłosiona. Pory białe, żółtawe lub jasnobrązowe, okrągłe do kanciastych, w liczbie 4–6 na mm, z cienkimi szczecinkami. Kontekst białawy, strefowany, o grubości mniejszej niż 1 mm. Warstwa rurek jednobarwna, o grubości do 3 mm, po wysuszeniu krucha. Owocnik w smaku jest gorzki.
Cechy mikroskopowe
System strzępkowy monomityczny. Strzępki w subikulum szkliste, cienkościenne do grubościennych, septowane, słabo rozgałęzione, o średnicy 2–4 µm. Strzępki tramy podobne. Cystydy rzadkie lub liczne, brzuchate, bardzo grubościenne, niektóre inkrustowane na wierzchołku, ledwo wystające, 14–26 × 6–10 µm, wyrastające pod kątem prostym ze strzępek tramy lub jako wierzchołkowe części nierozgałęzionych strzępek tramy. Podstawki maczugowate z 4 sterygmami, 18–20 × 5–6 µm ze sprzążką bazalną. Bazydiospory podłużne do cylindryczno-elipsoidalnych, szkliste, gładkie, nieamyloidalne, 4–5 × 2–2,5 um.

## Występowanie i siedlisko
Znane jest występowanie tego gatunku w Ameryce Północnej i Południowej, Europie, Azji i na Nowej Zelandii. Najwięcej stanowisk podano w Europie, zwłaszcza na Półwyspie Skandynawskim. W Polsce do 2003 r. podano tylko 3 stanowiska. Znajduje się na Czerwonej liście roślin i grzybów Polski. Ma status V – gatunek narażony na wymarcie, którego przeżycie jest mało prawdopodobne, jeśli nadal będą działać czynniki zagrożenia.
Nadrzewny grzyb saprotroficzny rozwijającym się na martwym drewnie, głównie drzew iglastych, zwłaszcza na świerkach, rzadziej na jodłach, cedrach, jałowcach, modrzewiach i sosnach. W Szwecji odnotowano go również na wierzbach. Powoduje brunatną zgniliznę drewna na martwych, lub obumierających drzewach.